# God Loves the Dead
God Loves the Dead è un EP della band black metal Ancient, pubblicato nel 2001 dalla Metal Blade Records in sole 500 copie in vinile.

## Tracce
1. God Loves the Dead - 03.49
2. Trolltaar (2000) - 06.40
3. Powerslave (Iron Maiden cover) - 08.01
4. The Draining (Remix) - 05.28
5. Um Sonho Psycodelico (Remix) - 04.00

## Formazione
1. Aphazel – voce e chitarre
2. Deadly Kristin – voce
3. Dhilorz – basso
4. Grom – batteria
5. Jesus Christ! - tastiere